# Супутник (ракета-носій)
«Супутник» (рос. «Спутник», індекс ГРАУ — 8К71ПС) — радянська ракета-носій сімейства Р-7, розроблена на базі міжконтинентальної балістичної ракети (МБР) 8К71 (Р-7).

## Історія створення
Ракета-носій «Супутник» створена в ОКБ-1 під керівництвом С. П. Корольова на базі МБР «Р-7». Проект розроблявся в 1955–1957 роках. Конструктивно вона складалася з двох ступенів: перший ступінь — чотири бічні блоки «Б», «В», «Г», «Д»; другий ступінь — центральний блок «А».
Льотні випробування відбувались на космодромі «Байконур». Перший запуск відбувся 4 жовтня 1957 року.

## Конструкція
Перший ступінь ракети складався з чотирьох конструктивно ідентичних конусоподібник блоків, розміщених за паралельною схемою навколо блоку другого ступеня. Запалювання двигунів першого і другого ступеня відбувалось одночасно на Землі. Зі штатної бойової ракети, що була основою для ракети «Супутник», зняли головну частину, апаратуру системи управління польотом разом з відсіком, в якому вона розміщувалась і на якому кріпилась головна частина більшої маси. Відсік замінили легким конічним перехідним відсіком, в якому розміщувалась мінімально необхідна для забезпечення польоту апаратура СУ.
Відбулось два успішні запуски ракети-носія «Супутник» (8К71-ПС).
На орбіту було виведено супутники ПС-1 і ПС-2.

Основні характеристики ракети-носія «Супутник»:
- Геометричні розміри:
  - довжина, м — 29,17
  - Максимальний поперечний розмір, м — 10,3
- Масові характеристики:
  - маса сухої конструкції, т — 20,6
  - Стартова маса, т — 267

## Модифікація
Ракета-носій «Супутник-3» (8А91) була результатом модернізації ракети 8К71 і могла на відміну від ракети 8К71 вивести на орбіту корисний вантаж масою до 1300 кг (третій ШСЗ важив 1327 кг). На ракеті-носії 8А91 встановили форсовані двигуни; також зі штатної ракети зняли систему радіокерування, спростили відсік приладів та систему відокремлення головної частини.
Відбулось два запуски ракети-носія «Супутник-3» (8А91). При першому запуску внаслідок виникнення автоколивань ракета на 102 секунді польоту зруйнувалася. Другий запуск успішно відбувся 15 травня 1958 року. На орбіту вивели супутник Д-1.

## Список запусків 8К71ПС і 8А91
| № | Дата             | Ракета-носій | Корисний вантаж | Стартовий комплекс | Примітки                                                         |
| - | ---------------- | ------------ | --------------- | ------------------ | ---------------------------------------------------------------- |
| 1 | 4 жовтня 1957    | 8К71ПС       | ПС-1            | Байконур ПУ № 1/5  | Виведено перший у світі штучний супутник Землі.                  |
| 2 | 3 листопада 1957 | 8К71ПС       | ПС-2            | Байконур ПУ № 1/5  | У космос виведено першу живу істоту — собаку Лайку.              |
| 3 | 27 квітня 1958   | 8А91         | Об'єкт Д №1     | Байконур ПУ № 1/5  | Руйнування ракети на 102 секунді польоту внаслідок автоколивань. |
| 4 | 15 травня 1958   | 8А91 № Б1-1  | Об'єкт Д        | Байконур ПУ № 1/5  | Виведено перший радянський науковий супутник.                    |

## Цікаві факти

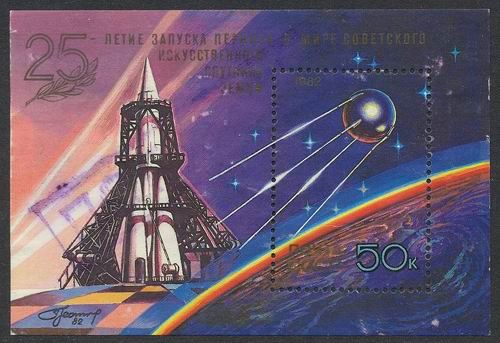
Марка до 25 річчя з польоту першого штучного супутника Землі

- 4 жовтня 1957 — перший вдалий політ ракети з доставкою на орбіту першого штучного супутника Землі;
- Ракета стала основою для створення сімейства потужніших ракет-носіїв.